# James Nand
James Nand (ur. 6 kwietnia 1977 na Wyspach Cooka) – piłkarz z Wysp Cooka grający na pozycji obrońcy w tamtejszym Tupapa Rarotonga, były reprezentant Wysp Cooka.

## Kariera klubowa
Nand karierę rozpoczął w 1995 roku w grającym w I lidze Wysp Cooka Tupapa Rarotonga. Z tym klubem 7 razy został mistrzem Wysp Cooka oraz 3 razy Puchar Wysp Cooka. W tym klubie gra po dziś dzień.

## Kariera reprezentacyjna
Nand w reprezentacji Wysp Cooka zadebiutował w 1996 roku. Razem z reprezentacją Wysp Cooka brał udział w eliminacjach do MŚ 2002, na które ostatecznie reprezentacja Wysp Cooka się nie zakwalifikowała. Łącznie w reprezentacji Wysp Cooka rozegrał 10 meczów.